# Sjuenci
Sjuen Kuang (/ˈʃuːn ˈkwɑːŋ/; kineski: 荀況; pinjin: Xún Kuàng; c. 310 – c. 235. p. n. e., alt. c. 314 – c. 217. p. n. e.), isto tako široko poznat kao Sjuenci (/ˈʃuːnˈdziː/; kineski: 荀子; pinjin: Xúnzǐ; Vejd-Džajls: Hsün-tzu, „majstor Sjuen”), bio je kineski konfučijanski filozof i pisac koji je živeo tokom perioda zaraćenih država i doprineo Stotini škola razmišljanja. Knjiga poznata kao Sjuenci se tradicionalno pripisuje njemu. Njegovi radovi su preživeli u izvrsnom stanju, i bili su veliki uticaj u formiranju zvaničnih državnih doktrina Han dinastije, mada je njegov uticaj opao tokom Tang dinastije u odnosu na uticaj Menciusa.
Sjuenci raspravlja o ličnostima u rasponu od Konfucija, Mencija i Čuang Cea, do lingvista Mo-cia, Huej Šija i Gongsuen Longa, i „legalista” Šena Buhaja i Šen Dao. On pominje Laozija kao figuru prvi put u ranoj kineskoj istoriji, i koristi taoističku terminologiju, iako odbacuje njihovu doktrinu.

## Život
Sjuenci je rođen kao Sjuen Kuang. Neki tekstovi su njegovo prezime zapisali kao Suen (孫) umesto Sjuen, bilo zato što su ta dva prezimena bila homofona u antici ili zato što je Sjuen bio tabu za imenovanje za vreme vladavine cara Sjuena Hanskog (73–48. p. n. e.), čije je ime bilo Sjuen. Herbert Džajls i Džon Noblok smatraju da je teorija tabua imena verovatnija.
Ništa se ne zna o njegovoj porodičnoj lozi, i rane godine Sjuencijevog života su obavijene misterijom. Navodi o dobu njegovog života su kontradiktorni. Za njega se kaže da je upoznao kralja Kuaja od Jena za vreme Mensija, dok Lju Sjang novodi da je živeo više od sto godina nakon Mencija. Sima Ćen beleži da je rođen u državi Džao, a okrug Ance je podigao veliku memorijalnu salu na lokaciji za koju se tvrdi da je njegovo rodno mesto. Po nekim tvrdnjama on je u svojoj pedesetoj godina otišao u državu Ći da studira i predaje na Đisja akademiji. Ši Đi navodi da je postao član akademije u vreme kralja Sjianga od Ćia, što nije saglasno sa pričom da je bio učitelj Han Feja, jer bi mu takva hronologija dala životni vek od 137 godina.
Nakon što je izučavao i predavao u Ćiu, smatra se da je Sjuenci posetio državu Ćin, verovatno tokom perida 265. p. n. e. do 260 godina pne, i stekao visoko mišljenje o njenoj upravi, i raspravljao o vojnim poslovima sa lordom Linvuom (臨武君) na dvoru kralja Sjaočenga od Džaoa. Kasnije se Sjuenci klevetio Ći dvor i povukao se na jug u državu Ču. Godine 240. p. n. e. lord Čuenšen, premijer Čua, pozvao ga je da preuzme funkciju sudije Lanlinga (蘭陵令), što je on prvobitno odbio i potom prihvatio. Međutim, gospodar Čuenšen je 238. godine p. n. e. ubijen od strane dvorskog rivala, a Sjuenci je nakon toga izgubio položaj. Penzionisao se, ostao u Lanlingu, regionu u današnjoj južnoj provinciji Šandong, tokom ostatka svog života i tamo je sahranjen. Godina njegove smrti nije poznata, mada ako je doživeo doba sudske službe svog pretpostavljenog studenta Li Sija, kako se prepričava, on je doživeo devedesete godine, umirući nedugo nakon 219. p. n. e..

## Filozofija
Sjuenci je bio svedok haosa tokom pada dinastije Džou i uspona države Ćin koja je podržavala „doktrine usredsređene na državnu kontrolu, putem zakona i kazni” (kineski legalizam). Poput Šang Janga, Sjuenci je verovao da su urođene tendencije čovečanstva zle i da su etičke norme izmišljene da bi se ljudi ispravljali. Njegova varijanta konfucijanizma ima stoga tamniji, pragmatičniji ton od optimističnog Mencijevog konfucijanizma, koji je sklon da ljude smatra iznutra dobrim, mada je poput većine konfucijanaca verovao da se ljudi mogu oplemeniti obrazovanjem i ritualima. Međutim, smatrao je da to može postići samo elita. On je konfučijanizam je prilagodio idejama mohista i legalista. Stoga, za razliku od drugih konfucijanaca, Sjuenci je dozvolio da kazneni zakon može da igra legitimnu, mada sporednu, ulogu u državi.
On odbacuje Knjigu lorda Šanga i tvrdnje Čuang cea da se gledišta menjaju s vremenom, tvrdeći da to stav koji su izmislili mudraci. U tom smislu, čini se da je preuzeo argumentacione strategije mohista i koncepciju modela (Fa) (koje su isto tako prihvatili i legalisti), rekavši da „Ru modeluju sebe po bivšim kraljevima”. Za razliku od legalista, on stavlja mali naglasak na opšta pravila, zagovarajući upotrebu određenih primera kao modela.
Na kraju je odbio da prizna teorije o državi i administraciji osim obreda i samokultivacije, zalažući se za gospodstvo, umesto mera koje su promovisali legalisti, kao izvor objektivnog kriterijuma. Njegov idealni džentlmenski (đuenci) kralj i vlada, potpomognuti klasom erudita (Ru), „veoma su bliski sa Mencijevim”, ali bez tolerancije prema feudalizmu (pošto je odbacio nasledne titule i verovao da se status pojedinca u socijalnoj hijerarhiji treba da bude određen samo sopstvenom zaslugom).

## Modernа izdanja
- Xunzi (Xun Kuang) (1927). The Works of Hsüntze. Превод: Dubs, Homer. London: Arthur Probsthain. Reprinted (1966), Taipei: Chengwen.
- —— (1963). Hsün Tzu: Basic Writings. Превод: Watson, Burton. New York: Columbia University Press. ISBN 978-0-231-12965-7. OCLC 50803310.
- —— (1988—1994). Xunzi: A Translation and Study of the Complete Works. Превод: Knoblock, John. Stanford: Stanford University Press.
  - —— (1988). Xunzi: A Translation and Study of the Complete Works. I: Books 1–6. Превод: Knoblock, John. Stanford: Stanford University Press.
  - —— (1990). Xunzi: A Translation and Study of the Complete Works. II: Books 7–16. Превод: Knoblock, John. Stanford: Stanford University Press.
  - —— (1994). Xunzi: A Translation and Study of the Complete Works. III: Books 17–32. Превод: Knoblock, John. Stanford: Stanford University Press.
- —— (2014). Xunzi: The Complete Text. Превод: Hutton, Eric. Princeton: Princeton University Press. doi:10.2307/j.ctt6wq19b.
- —— (2023). Good Beyond Evil: Xunzi on Human Nature. Превод: Hu, Mingyuan. London and Paris: Hermits United. ISBN 978-1-7391156-2-3.

## Literatura
- Cua, A.S. (1985). Ethical Argumentation: A Study in Hsün Tzu's Moral Epistemology. Honolulu: University of Hawaii Press. ISBN 0-8248-0942-4.
- Knechtges, David R.; Shih, Hsiang-lin (2014). „Xunzi 荀子”.  Ур.: Knechtges, David R.; Chang, Taiping. Ancient and Early Medieval Chinese Literature: A Reference Guide, Part Three. Leiden: Brill. стр. 1757—65. ISBN 978-90-04-27216-3.
- Loewe, Michael (1993). „Hsün tzu 荀子”.  Ур.: Loewe, Michael. Early Chinese Texts: A Bibliographical Guide. Berkeley: Society for the Study of Early China;  Institute of East Asian Studies, University of California Berkeley. стр. 178–88. ISBN 1-55729-043-1.
- Munro, Donald J. (2001). The Concept of Man in Early China. Ann Arbor, MI: University of Michigan. ISBN 978-0892641512.
- Schwartz, Benjamin I. (1985). The World of Thought in Ancient China. Cambridge, MA.: Harvard University Press. ISBN 0-674-96190-0.
- Bo Mou (Editor), (2009). History of Chinese Philosophy., Routledge,
- Antonio S. Cua (Editor),  Encyclopedia of Chinese Philosophy, Routledge, 2003.
- Feng Youlan, (1983). A History of Chinese Philosophy. (Princeton Paperbacks), tr. Derk Bodde,
- Herrlee Glessner Creel (1971). Chinese Thought, from Confucius to Mao Zedong.,
- A. C. Graham, Disputers of the Tao; Philosophical Argument in Ancient China, 1989.
- Christoph Harbsmeier, (1998). „Logic and Language in Ancient China”.  Ур.: Joseph Needham. Science and Civilisation in China., Volume 7, Part I, Cambridge University Press.
- Philip J. Ivanhoe and Bryan W. Van Norden (Editors), Readings in Classical Chinese Philosophy (2nd изд.). Indianapolis: Hackett Publishing. 2005..
- Karyn Lai, (2008). Introduction to Chinese Philosophy. Cambridge University Press.,
- Roel Sterckx, (2019). Chinese Thought. From Confucius to Cook Ding. London: Penguin.
- Roel Sterckx, (2019). Ways of Heaven. An Introduction to Chinese Thought. New York: Basic Books.
- Justin Tiwald and Bryan W. Van Norden (Editors), Readings in Later Chinese Philosophy: Han Dynasty to the 20th Century, Indianapolis: Hackett Publishing, 2014.
- Bryan W. Van Norden,  Introduction to Classical Chinese Philosophy, Indianapolis:  Hackett Publishing, 2011.
- Arthur Waley, (1983). Three Ways of Thought in Ancient China.,

## Spoljašnje veze
- Xun Zi на веб-сајту  (језик: енглески)
- Hsun Tzu historical information and writing excerpts
- Article from the Internet Encyclopedia of Philosophy
- Full text of the Xunzi (in Chinese)
- Quotes by Xunzi
- "Tell me and I forget; teach me and I may remember; involve me and I will learn"